# Johannes Buno

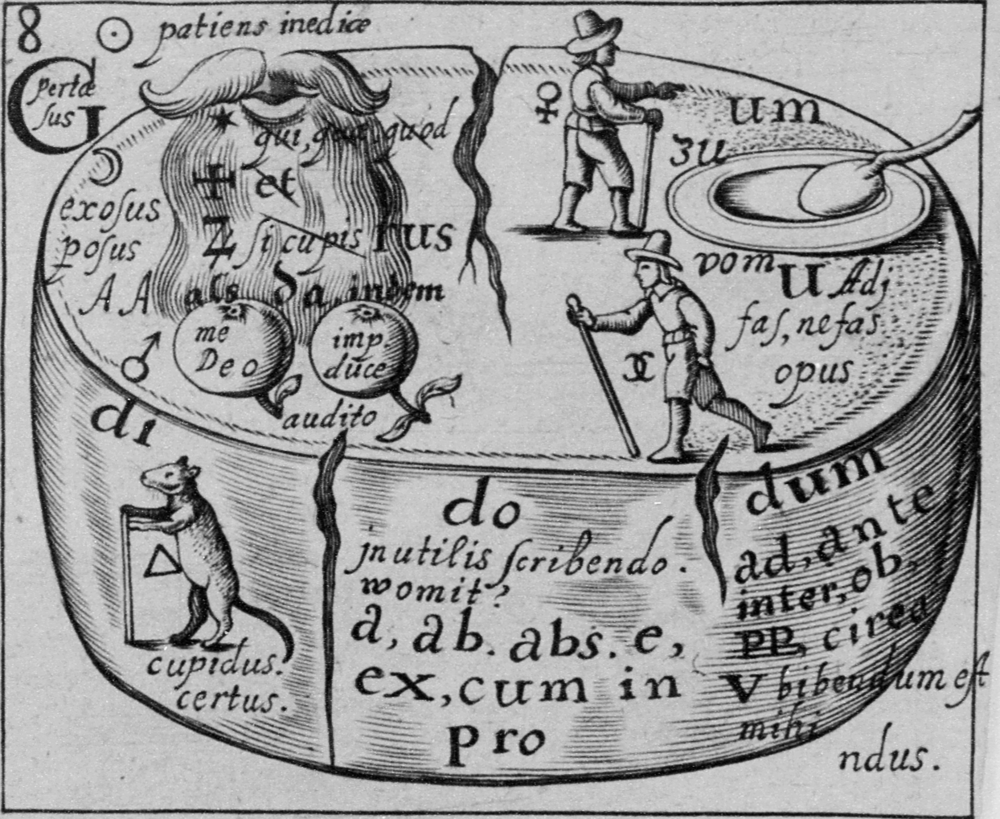
Johannes Buno: Neue Lateinische Grammatica von 1651 – Tafel 9, Bild 8 (vor S. 209)

Johannes Buno oder Johann Buno (* 14. Februar 1617 in Frankenberg; † 29. März 1697 in Lüneburg) war ein deutscher Theologe und Pädagoge.

## Leben
Buno war Sohn einer Frankenberger Ratsfamilie und besuchte das Pädagogium Marburg. Anschließend studierte er an den Universitäten Marburg und Helmstedt. Er schloss das Studium mit dem Magistergrad ab. Danach diente er als Hofmeister in mehreren adeligen Familien und kam dadurch nach Dänemark und Königsberg. Zwischenzeitlich arbeitete er auf Veranlassung von Johann Ravius in Danzig seine illustrierte, lateinische Grammatik aus. Anschließend begleitete er wieder einen jungen Adeligen als Hofmeister. Nachdem dieser in Celle verstorben war, kam er 1653 nach Lüneburg.
Buno wurde 1653 Rektor der Michaelisschule. 1660 erhielt er an der Schule, als diese zum akademischen Gymnasium erweitert wurde, zudem die Professur für Geschichte und Geographie. 1672 erfolgte überdies die Ernennung zum Pastor an der Michaeliskirche. Später wurde er Schulinspektor und zudem mit der Professur der Theologie ausgestattet. Seine Emeritierung erfolgte 1696.
Sein Werk Universae historiae … wurde per Dekret der römisch-katholischen Glaubenskongregation 1667 auf den Index der verbotenen Bücher gesetzt.
Er gilt als Erfinder der „Emblematischen Lehrmethode“. Der Kupferstecher Conrad Buno war sein Bruder.

## Werke (Auswahl)
- Neue Lateinische Grammatica in Fabeln und Bildern. Druckerei Hünefeld, Danzig 1651
- Tabularum Mnemonicarum, Quibus Historia Universalis, Cum Sacra Tum Profana, a condito Mundo, Per Aeras Nobiliores & Quatuor Monarchias ad nostram usque aetatem deducta. Stern, Lüneburg 1662.
- Disputatio Philosophica De Origine Fontium. Rebenlein, Hamburg 1666.
- Universae historiae cum sacrae tum profanae idea : ad annum seculi nostri sexagesimum quartum decucta …. Wolfenbüttel 1664 (digitale-sammlungen.de)
- Historische Bilder, darinnen Idea historiae universalis, eine kurtze summarische Abbildung der fürnehmsten Geist- und weltlichen Geschichte durch die vier Monarchien. Lüneburg 1672.
- Memoriale Institutionum juris. Nissen, Ratzeburg 1672.
- Bilder-Bibel: darinn die Bücher Altes und Neuen Testaments durch alle Capitel in annemliche Bilder kürtzlich gebracht. Lichtenstein, Hamburg 1680.